# Campeonato Paranaense de Futebol Feminino Sub-17
O Campeonato Paranaense Feminino Sub-17 é uma competição de futebol feminino organizada pela Federação Paranaense de Futebol (FPF). Foi a primeira competição estadual de base feminina e surgiu com o objetivo de suprir uma lacuna da modalidade e atender as necessidades dos clubes paranaenses.
O Imperial e o Toledo são os clubes mais vencedores neste torneio, totalizando um título cada.

## História
Com o objetivo de fomentar o futebol feminino, revelar novos talentos e incentivar a prática do esporte, a primeira edição foi disputada em 2022, e teve o Toledo como primeiro vencedor após somar a melhor pontuação. No ano posterior, o Imperial conquistou a segunda edição do campeonato, o título veio após uma combinação de resultados que favoreceu a equipe curitibana.

## Campeões

### Títulos por clube
| Pos | Clube     | Título | Vice | Terceiro lugar | Quarto lugar |
| --- | --------- | ------ | ---- | -------------- | ------------ |
| 1.º | Imperial  | 1      | —    | 1              | —            |
| 1.º | Toledo    | 1      | —    | 1              | —            |
| 3.º | Colombo   | —      | 1    | —              | —            |
| 3.º | Londrina  | —      | 1    | —              | —            |
| 5.º | Madeirit  | —      | —    | —              | 1            |
| 5.º | Shabureya | —      | —    | —              | 1            |

### Títulos por cidade
| Pos | Cidade     | Título | Vice | Terceiro lugar | Quarto lugar |
| --- | ---------- | ------ | ---- | -------------- | ------------ |
| 1.º | Curitiba   | 1      | —    | 1              | 1            |
| 2.º | Toledo     | 1      | —    | 1              | —            |
| 3.º | Colombo    | —      | 1    | —              | —            |
| 3.º | Londrina   | —      | 1    | —              | —            |
| 5.º | Guarapuava | —      | —    | —              | 1            |